# Gilberto Rincón Gallardo

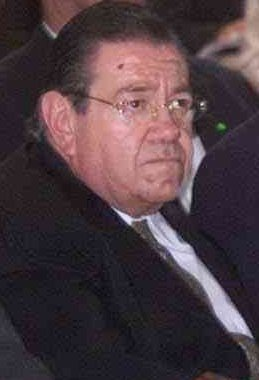
Gilberto Rincón Gallardo

Gilberto Rincón Gallardo y Meltis (Mexico-Stad, 15 mei 1939 – aldaar, 30 augustus 2008) was een Mexicaans politicus en activist voor de mensenrechten, democratie en tegen discriminatie.
Rincón werd geboren in een rijke familie in Mexico-Stad en sloot zich in 1958 aan bij de presidentscampagne van Luis H. Álvarez, kandidaat van de conservatieve Nationale Actiepartij (PAN). Na het afronden van zijn studie rechten bewoog hij echter naar links, en sloot zich aan bij de Mexicaanse Communistische Partij (PCM). In 1964 was hij namens het Kiesfront van het Volk (FEP), de electorale tak van de PCM kandidaat voor een zetel in het Congres van de Unie, maar werd niet gekozen. Wegens zijn activisme werd hij meerdere keren gevangengezet door de regering van de Institutioneel Revolutionaire Partij (PRI) die het land op autoritaire wijze bestuurde. Tijdens de protesten van 1968 was hij een van de eerste dissidenten die gevangen werden gezet. Drie jaar later werd hij vrijgelaten. Volgens het tijdschrift Época is hij 32 keer gevangengezet, meer dan enig andere Mexicaan. Desalniettemin verzette hij zich altijd tegen gewapend verzet tegen het regime; zo riep hij de guerrilalleider Lucio Cabañas op de wapens neer te leggen. In 1979 werd hij in de Kamer van Afgevaardigden gekozen. In 1981 sloot Rincón Gallardo zich aan bij de Verenigde Socialistische Partij van Mexico (PSUM), de opvolger van de PCM, en in 1987 bij de Mexicaanse Socialistische Partij (PMS), die daar weer een opvolger van was.
Naast zijn activisme voor de democratie stond Rincón Gallardo ook bekend wegens zijn tegenstand tegen discriminatie. Rincón hekelde het racisme, seksisme en homofobie in Mexico. Rincón Gallardo, geboren met een aandoening waardoor zijn armen veel korter waren, zette zich ook in tegen de discriminatie van gehandicapten.
In 1989 was hij met Cuauhtémoc Cárdenas en Heberto Castillo een van de oprichters van de Partij van de Democratische Revolutie (PRD), een partij die hij eind jaren 90 na interne twisten verliet. Hij richtte de partij Sociaaldemocratie (DS) op. Antidiscriminatie was een van de kernpuntenvan de partij, waarvoor hij bij de presidentsverkiezingen van 2000 presidentskandidaat was. Voor de verkiezingen riep hij echter op op PAN-kandidaat Vicente Fox te stemmen, om zo eindelijk de macht van de PRI te breken. DS haalde in dat jaar geen congrezetels en verloor de erkenning als partij. In latere jaren heeft hij zonder succes geprobeerd die partij als de Partij van de Roos heropterichten, maar het Federaal Electoraal Instituut (IFE) weigerde om technische redenen de partij te erkennen. Rincón vocht het besluit van de IFE aan, bijgestaan door een omvangrijk team van advocaten waaronder Jorge Carpizo Mac Gregor, maar slaagde er niet in zijn gelijk te halen.
Van 2003 tot zijn dood was hij voorzitter van de Nationale Raad ter Voorkoming van Discriminatie (CONAPRED). 